# Skip Beat! (serie de televisión)
Skip Beat! (en chino tradicional, 華麗的挑戰; pinyin, Huálì de tiǎozhàn) es una serie de televisión taiwanesa basado en el manga homónimo creado por Yoshiki Nakamura.
Fue estrenado el 18 de diciembre de 2011 por FTV y el 24 de diciembre por GTV. Skip Beat! es una producción conjunta entre Taiwán y Japón, y es producida principalmente por Gala Television bajo el productor ejecutivo Doze Niu.
El desarrollo del drama empezó el 1 de enero de 2008 después de haber elegido a Ariel Lin y Jerry Yan como los protagonistas. El 1 de enero de 2009, Gala Television tuvo que posponer indefinidamente la producción debido a problemas financieros y una reescritura del guion, causando que Yan abandone el proyecto. 
Skip Beat! volvió a desarrollarse el 1 de mayo de 2010 luego de reclutar a Siwon y Donghae de Super Junior en los personajes principales. El 1 de febrero de 2011, un mes antes de iniciar la filmación, Ivy Chen reemplazó a Lin, quien había firmado para otra producción cuando Skip Beat! fue parado.
Las filmaciones empezaron oficialmente el 1 de abril de 2011 con locaciones en Taipéi y Tokio y se concluyó el 1 de julio de 2011.

## Argumento
Skip Beat! es una comedia romántica protagonizada por Gong Xi (Ivy Chen), una chica de 20 años que escapa de su casa junto a su mejor amigo Bu Puo Shang (Donghae), con el propósito de que éste consiga su mayor sueño: adentrarse en el mundo del espectáculo como cantante. Mientras Bu Puo Shang consigue sus primeros trabajos y va poco a poco haciéndose importante, Gong Xi trabaja arduamente para mantener la comida y la renta. Pero todo esto se acaba cuando por "casualidad" Gong Xi escucha a Bu Puo Shang diciéndole a su mánager, que en realidad él sólo la considera como su sirvienta. 
Gong Xi, más furiosa que triste, decide vengarse de Bu Puo Shang. Pero, para ello, deberá entrar en el mundo del espectáculo, algo difícil porque no posee "ningún talento" especial (aunque es perfeccionista y responsable, increíblemente hábil en cuestiones manuales, decidida hasta la médula y muy audaz para salir de problemas, pero también bastante distraída en otras cuestiones). A pesar de ello, Gong Xi decide intentarlo en la empresa de nombre LME (Lory’s Majestic Entertainment) donde trabaja la persona que más odia Bu Puo Shang: Dung He Lian (Siwon), el actor del momento, el más famoso de Taiwán y rival directo de Bu Puo Shang. 

## Reparto
| Actor                                                       | Personaje                                     | Personaje en el manga              |
| ----------------------------------------------------------- | --------------------------------------------- | ---------------------------------- |
| Ivy Chen                                                    | Gong Xi (宮囍)                                | Kyoko Mogami                       |
| Siwon (doblado por Xie Kun Da [ep 1-2] y Nylon Chen [3-15]) | Dun Helian (敦賀蓮)                           | Ren Tsuruga                        |
| Donghae (doblado por Darren de "The Drifters"               | Bu Po Shang / Shang Jieyong (不破尚 / 尚介勇) | Shō / Shotaro Fuwa                 |
| Bianca Bai                                                  | Jiang Nan Qin (江南琴)                        | Kanae Kotonami                     |
| Charge Pu                                                   | Shen Deyuan (椹德元)                          | Takenori Sawara                    |
| King Chin                                                   | Du Jin (杜金                                  | Yukihito Yashiro                   |
| Ada Pan                                                     | Yangyang (鴦鴦)                               | Shoko Aki                          |
| Allen Chao                                                  | Luo Li (羅利)                                 | Lory Takarada                      |
| Frances (Wu Zhao Xian)                                      | Maria (瑪麗亞)                                | Maria Takarada                     |
| Ko Yu Luen                                                  | Director Xin Huan (新垣導演)                  | Seiji Shingai                      |
| Lo Bei An                                                   | Director Hei Long (黑龍導演)                  | Ushio Kurosaki                     |
| Li Yi Jin                                                   | Liuli'er (琉璃兒)                             | Ruriko Matsunai                    |
| Agnus Chang                                                 | Fei Lihua (費梨花)                            | Erika Koenji                       |
| Cindy Sung                                                  | Kuang Meishen (鄺美森)                        | Nanokura Mimori                    |
| Jessie Zhang                                                | Xu Yongchun (徐永春)                          | Haruki Asami                       |
| Chang Shao Huai                                             | Director Xu Fang (旭方導演)                   | Director Ogata                     |
| Ke Shu Qin                                                  | Qing Jie (晴姐)                               | Hiroko Iisuka                      |
| Cherry Hsia                                                 | Yi Mei (逸美)                                 | Momose Itsumi                      |
| Willy Tsai                                                  | Sapphire (藍寶石)                             | -                                  |
| Xiao Bing                                                   | Emerald (綠寶石)                              | -                                  |
| Liu Guoshao                                                 | Ruby (紅寶石)                                 | -                                  |
| Fu Xiancheng                                                | Lin Ying (林鷹)                               | -                                  |
| Wu Min                                                      | Shangguan Junzi (上官君子)                    | -                                  |
| Chen Bozheng                                                | Boss (老板)                                   | Taisho (Jefe de Kyoko en Darumaya) |
| Ge Lei                                                      | Esposa de Boss                                | Esposa de Taisho                   |
| Tsai Yi Chen                                                | Wanzi (丸子)                                  | -                                  |
| Tang Zhi Wei                                                | Shang Pengtang (尚朋棠)                       | Padre de Sho Fuwa                  |
| Yumi Kobayashi                                              | Madre de Bu Po Shang                          | Madre de Sho Fuwa                  |
| Xie Qiong Nuan                                              | Madre de Gong Xi                              | Madre de Kyoko                     |

## Producción

### Desarrollo y Preproducción
El 1 de enero de 2008, Gala Television anunció su desarrollo de Skip Beat! junto al productor invitado Kikuko Miyauchi de Japón y Jyu You Ning como director. El 1 de abril de 2008, Ariel Lin, Jerry Yan y Joe Cheng fueron escogidos para los roles principales. El 1 de julio de 2008, Yan y Cheng no pudieron llegar a un acuerdo con el guion y Cheng decidió abandonar el proyecto, luego de su salida, Doze Niu reemplazó a Jyu como director y productor. 
El 1 de noviembre de 2008, Niu, Lin y Yang celebraron una conferencia de prensa en Tokio, Japón anunciando que podrían iniciar las grabaciones tan pronto como encuentren un actor que reemplaze a Cheng. Luego de la conferencia el guion tuvo que reescribirse y los desarrolladores japoneses del drama sufrieron una crisis financiera debido a la reestructuración de su empresa. El 1 de enero de 2009, Lai Congbi, director general adjunto de Gala Television anunció que el rodaje se retrasaría. Yan ya había firmado para otro drama chino.
El 1 de enero de 2010, Niu deseó reemplazar a Yan con Wu Chun pero Gala Television decidió posponer la producción indefinidamente debido a problemas financieros. El 1 de abril de 2010, Niu y Gala Television retomaron el proyecto con Lin como actriz principal. El 1 de mayo de 2010, se reportó que Siwon y Donghae fueron escogidos para interpretar a Dun Helian y Bu Po Shang respectivamente. 
El 1 de febrero de 2011, Ivy Chen fue escogida para reemplazar a Lin, quien se retiró del proyecto porque ya estaba por filmar In Time with You cuando Skip Beat! iba a iniciar su filmación. El 31 de marzo de 2011, se celebró una conferencia de prensa para presentar a Skip Beat! en Taipéi que fue cubierta por 100 reporteros y fanes. Niu anunció que Jerry Feng podría tomar su puesto como director. Niu elogió el guion como "demasiado brillante" y que él "no quería dejarlo ir". Con un presupuesto estimado de sobre 80 millones TWD (US$2,6 millones) hace que cada episodio cueste cerca de 4 millones  TWD (US$ 132,000) para producirlo.

### Filmación y Promoción
Las grabaciones iniciaron el 1 de abril de 2011 en China y duraron alrededor de 4 meses. Los personajes principales filmaron el photoshoot promocional del drama el 28 de julio de 2011 y asistieron a un banquete organizado por la producción después. La posproducción empezó oficialmente el 29 de julio. Debido a que Siwon y Donghae filmaron la mayoría de sus escenas en coreano en lugar de chino, el exmiembro de Energy Xie Kun Da y Darren de The Drifters fueron los que doblaron sus voces al mandarín. Nylon Chen reemplazó a Kun Da más adelante. 
Gala Television gastó 20 millones TWD (US$ 659,000) en marketing para el drama. Skip Beat! fue promocionado en el 17.º Shanghai Television Festival, en el cual un tráiler de presentación de 3 minutos de duración fue transmitido para atraer a potenciales distribuidores chinos. Un distribuidor compró los derechos por 191,000 yuan (US$30,000) y un distribuidor en línea los compró por 63,800 yuan (US$10,000) convirtiéndose en el drama chino más caro en transmitirse. 
El 1 de agosto de 2011, se reportó que los derechos de distribución en el extranjero ascendieron a un total de 3.7 millones TWD por episodio. El drama tuvo su estreno el 14 de diciembre de 2011 en LUX Cineplex Theater en Ximending, Taipéi. 
El marketing viral fue una de las campañas empleadas para el drama. El 1 de diciembre de 2011, la página web oficial del drama reveló una encuesta de cuatro diferentes pósteres y los fanes tendrían que elegir uno para el póster oficial. 30 votantes elegidos al azar recibieron un póster, unos recibieron un póster firmado y otros una almohada de Bu Po Shang. Además de la campaña de votaciones, se regalaron muchos productos oficiales del drama a quienes lograran localizar a los taxis pintados con arte oficial del drama en Taipéi.

## Música
Super Junior-M realizó la canción de inicio llamada "S.O.L.O." (chino tradicional:華麗的獨秀; lit. "Glamorous Solo Show") escrita por Tim McEwan, Lars Halvor Jensen, reed Vertelney, y Zhou Weijie, quien también ayudó a escribir el miniálbum Perfection de Super Junior-M. Donghae y Chance produjeron el tema de cierre llamada "That's Love" (chino tradicional: 這是愛; lit. "This is Love") con la letra de Huan Tsu Yin. Donghae y Henry realizaron la canción. Se reportó también que A-Lin junto a Zhou Mi de Super Junior-M grabaron algunas canciones de la banda sonora del drama, que fue distribuido por Avex Taiwan. El disco debutó en el puesto 1 de la lista china 5 Music y en el puesto 5 de G-Music.
Lista Completa
- «S.O.L.O» – Super Junior-M
- «That’s Love» – Lee Donghae y Henry
- «Wait» – A-Lin
- «Goodbye» – Zhou Mi
- «Future» – Mify de Roomie
- «No Reason» – Bae Bae de Roomie
- «One» – Roomie
- «Hands»– 信
- «That’s Love» (versión piano)
- «S.O.L.O.» (versión guitarra)

## Emisión
Formosa Television compró los derechos de transmisión estelar del drama y lo emitió a través de su canal desde el 18 de diciembre de 2011. El canal de cable GTV transmitió el primer capítulo el 24 de diciembre de 2011. El canal de cable StarHub TV de Singapur compró los derechos y lo emitió a través de su filial E City. En Hong Kong, TVB compró los derechos y lo transmitió doblada al cantonés desde el 25 de diciembre de 2011. Skip beat! es el primer drama taiwanés en tener emisiones simultáneas en Hong Kong, China y Singapur. El canal TVB-82 previamente emitió el anime Skip Beat! desde el 31 de agosto de 2010 y lo retransmitió en 2011 antes de iniciar oficialmente la trasmisión del drama el 25 de abril de 2012. En 2014, Skip Beat! fue emitido en Filipinas a través de ABS-CBN Network.
| País/Región    | Canal               | Día             | Inicio de Transmisión | Fin de Transmisión | Zona Horaria         | UTC    | Primer Episodio         | Último Episodio         | Doblaje   | Subtítulos        |
| -------------- | ------------------- | --------------- | --------------------- | ------------------ | -------------------- | ------ | ----------------------- | ----------------------- | --------- | ----------------- |
| Taiwán         | FTV Main Channel    | domingo         | 21:40                 | 22:50              | TST                  | +08:00 | 18 de diciembre de 2011 | 1 de abril de 2012      | Mandarín  | Chino Tradicional |
| Taiwán         | GTV Variety Show    | sábado          | 22:30                 | 23:40              | TST                  | +08:00 | 24 de diciembre de 2011 | 7 de abril de 2012      | Mandarín  | Chino Tradicional |
| China          | STAR TV             | domingo         | 20:00                 | 21:00              | 5 de febrero de 2012 | +08:00 | 27 de mayo de 2012      |                         | Mandarín  | Chino Tradicional |
| China          | Shenzhen Television | domingo         | 20:00                 | 21:00              | 5 de febrero de 2012 | +08:00 | 27 de mayo de 2012      |                         | Mandarín  | Chino Tradicional |
| China          | Anhui Television    | domingo         | 20:00                 | 21:00              | 5 de febrero de 2012 | +08:00 | 27 de mayo de 2012      |                         | Mandarín  | Chino Tradicional |
| China          | Jiangsu Television  | domingo         | 20:00                 | 21:00              | 5 de febrero de 2012 | +08:00 | 27 de mayo de 2012      |                         | Mandarín  | Chino Tradicional |
| China          | Hunan Television    | domingo         | 20:00                 | 21:00              | 5 de febrero de 2012 | +08:00 | 27 de mayo de 2012      |                         | Mandarín  | Chino Tradicional |
| Malasia Brunéi | 8TV                 | sábado          | 19:00                 | 20:00              | MST                  | +08:00 | 2 de junio de 2012      | 8 de septiembre de 2012 | Mandarín  | Malasio           |
| Hong Kong      | TVB-82              | domingo         | 20:30                 | 21:40              | HKT                  | +08:00 | 25 de diciembre de 2011 | 8 de abril de 2012      | cantonés  | Chino tradicional |
| Indonesia      | Indosiar            | lunes a viernes | 16:30                 | 18:00              | WIB                  | +07:00 | 25 de abril de 2012     | 16 de mayo de 2012      | Indonesio |                   |
| Indonesia      | Indosiar            | lunes a viernes | 17:30                 | 19:00              | WITA                 | +08:00 | 25 de abril de 2012     | 16 de mayo de 2012      | Indonesio |                   |
| Indonesia      | Indosiar            | lunes a viernes | 18:30                 | 20:00              | WIT                  | +09:00 | 25 de abril de 2012     | 16 de mayo de 2012      | Indonesio |                   |
| Singapur       | Channel U           | miércoles       | 01:30                 | 02:30              | SST                  | +08:00 | 1 de octubre de 2013    | 7 de enero de 2014      | Mandarín  | inglés            |
| Filipinas      | ABS-CBN             | lunes a viernes | 17:15                 | 17:45              | PHT                  | +08:00 | 3 de marzo de 2014      | 14 de marzo de 2014     | tagalo    |                   |

## Recepción
El primer episodio de Skip Beat! recibió críticas mixtas. Gala Television recibió quejas en relación con el actor que doblaba a Dun Helian, diciendo que la voz de niño de Kunda no era apta para un personaje con un tono profundo y porte orgulloso, como resultado Nylon Chen fue contratado para reemplazarlo.
Audiencia
| Episodio | Fecha de emisión        | Audiencia media | Puesto |
| -------- | ----------------------- | --------------- | ------ |
| 1        | 18 de diciembre de 2011 | 1.35            | #2     |
| 2        | 25 de diciembre de 2011 | 1.17            | #2     |
| 3        | 1 de enero de 2012      | 0.97            | #2     |
| 4        | 8 de enero de 2012      | 1.18            | #2     |
| 5        | 15 de enero de 2012     | 1.44            | #2     |
| 6        | 29 de enero de 2012     | 1.32            | #2     |
| 7        | 5 de febrero de 2012    | 1.46            | #2     |
| 8        | 12 de febrero de 2012   | 1.19            | #2     |
| 9        | 19 de febrero de 2012   | 1.39            | #2     |
| 10       | 26 de febrero de 2012   | 1.82            | #2     |
| 11       | 4 de marzo de 2012      | 1.75            | #2     |
| 12       | 11 de marzo de 2012     | 1.85            | #2     |
| 13       | 18 de marzo de 2012     | 1.72            | #2     |
| 14       | 25 de marzo de 2012     | 1.50            | #2     |
| 15       | 1 de abril de 2012      | 1.85            | #2     |